# Humaitá (Amazonas)
Pour les articles homonymes, voir Humaitá.
Humaitá est une municipalité brésilienne de l'État d'Amazonas dans la Microrégion du Madeira.